# Aeropuerto de Kaimana
El Aeropuerto de Kaimana  (en indonesio: Bandar Udara Kaimana) (IATA: KNG, ICAO: WASK) es un aeropuerto que sirve a Kaimana, que se encuentra en la provincia de Papúa Occidental en Indonesia.
El aeropuerto se encuentra a una altitud de 19 pies ( 6 m) sobre el nivel medio del mar . Se ha designado una pista 01/19 con una superficie de asfalto que mide 1.600 por 30 metros ( 5.249 pies x 98 pies).
La empresa Wings Air ofrece vuelos a Ambon, Fakfak.